# Selysioneura cornelia
Selysioneura cornelia – gatunek ważki z rodziny Isostictidae.